# Джураев, Акашариф
Шариф Джураев (известен как Акашариф Джураев; 1896, Дарвазский район, Горно-Бадахшанская автономная область — 1966) — народный гафиз, композитор, автор песен и сюит, руководитель первого народного музыкального ансамбля, Народный артист Таджикской ССР (1946). Народный гафиз Таджикской ССР (1952). Один из основоположников классической таджикской музыки.

## Биография
Трижды участвовал в декадах таджикской культуры в Москве, в 1941-м, 1949-м и 1957-м.
Сегодня Госфилармония в Душанбе носит имя Акашарифа Джураева.

## Награды
- Награждён орденами Ленина (1957)[3] и «Знак Почёта» (1941)[4].
- Народный артист Таджикской ССР (1946).
- Народный гафиз Таджикской ССР (1952).